# Reformas Finais de Qing
Reformas Finais de Qing (chinês: 晚清改革, pinyin: Wǎnqīng gǎigé), comumente conhecido como Novas Políticas do Final da Dinastia Qing (chinês: 清末新政, pinyin: Qīngmò xīnzhèng), ou Novo Acordo do Final da Dinastia Qing, simplesmente referido como Novas Políticas, foram uma série de reformas culturais, econômicas, educacionais, militares, diplomáticas e políticas implementadas na última década da Dinastia Qing para manter a dinastia no poder após as invasões das grandes potências da Aliança das Oito Nações em aliança com as dez províncias da Proteção Mútua do Sudeste durante a Rebelião dos Boxers.
As últimas reformas Qing começaram em 1901 e, como foram implementadas com o apoio da Imperatriz Viúva Cixi, também são chamadas de Novas Políticas de Cixi. As reformas foram muitas vezes consideradas mais radicais do que o anterior Movimento de Autofortalecimento, que chegou a um fim abrupto com a derrota da China na Primeira Guerra Sino-Japonesa em 1895. Apesar das reformas e de outras lutas políticas, os revolucionários lideraram a Revolução Xinhai, que resultou na queda da Dinastia Qing.

## Nomes
Na China, a reforma é mais comumente conhecida como Novas Políticas do Final da Dinastia Qing (清末新政), e também é chamada de Novas Políticas Gengzi (庚子新政), Novas Políticas Pós-Gengzi (庚子后新政). Após a queda da Dinastia Qing, na República da China, foi chamada de "reformas que cobrem a vergonha" (遮羞变法). Em Hong Kong, foi chamada de Reformas Finais Qing (晚清改革), e no Japão, foi chamada de Novas Políticas de Guangxu, em referência ao Imperador Guangxu (光绪新政).

## Reformas políticas

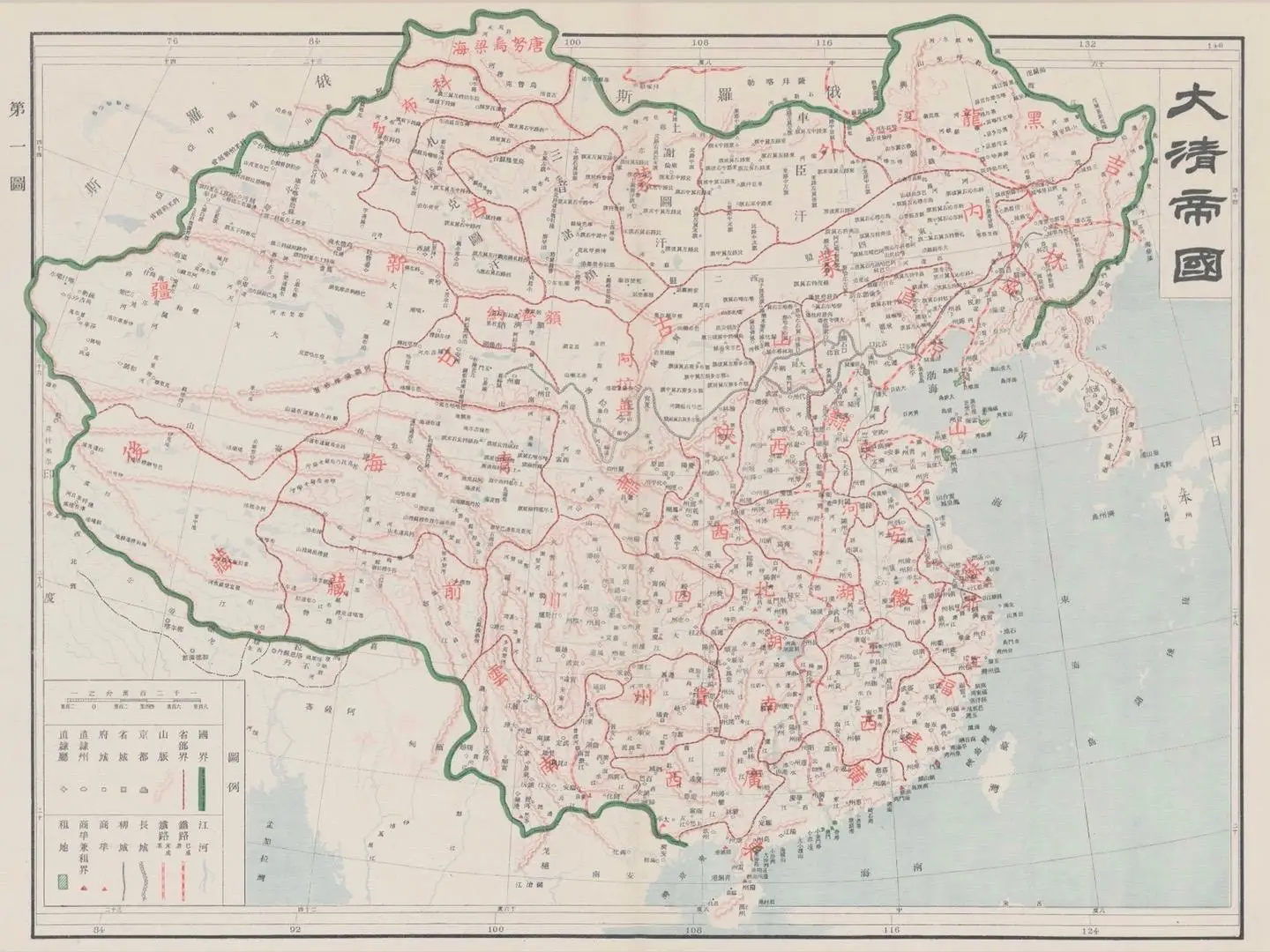
Mapa oficial do Império Qing publicado em 1905

Em abril de 1901, a dinastia Qing estabeleceu o Gabinete de Administração para supervisionar o plano geral de reforma, nomeando Ronglu, Yikuang e Li Hongzhang como gestores, nomeando Zhang Zhidong e Liu Kunyi como coordenadores. Zhang Zhidong e Liu Kunyi submeteram conjuntamente "Três etapas para a reforma" ao governo imperial, que inclui definir a direção da reforma, aprender com o Japão e implementar a monarquia constitucional.

### Cinco ministros no ao exterior
Em 19 de janeiro de 1904, o vice-rei de Yun-Gui Ding Zhenduo e a patrulha provincial de Yunnan, Lin Shaonian, apresentaram o pedido de reforma política ao governo imperial. No início de julho, o vice-rei de Liangjiang, Zhou Wei, pediu a implementação do sistema político de "separação dos três poderes".
Em 2 de julho de 1905, Yuan Shikai juntou-se a Zhou Wei e ao vice-rei de Huguang, Zhang Zhidong, para solicitar ao governo imperial que implementasse um governo constitucional durante um período de doze anos. Pediram também ao governo que designasse ministros para irem ao estrangeiro investigar vários formatos políticos.
Em 24 de setembro de 1905, a Imperatriz Viúva Cixi decidiu designar cinco ministros:  Príncipe Zhen Zaize, Ministro das Finanças Dai Hongci, Ministro Militar Xu Shichang, Governador de Hunan Duanfang e Primeiro Ministro do Departamento de Negócios Shaoying para irem ao exterior. Em 25 de novembro, o governo imperial criou uma instituição especial “Inspeção do pavilhão político” para estudar o governo constitucional de cada país e fornecer orientações sobre a reforma constitucional.
No mesmo ano, no dia 7 de dezembro, o primeiro grupo liderado por Dai Hongci e Duanfang partiu na primeira parada, os Estados Unidos, e foi recebido pelo presidente dos EUA, Theodore Roosevelt. Em 14 de janeiro de 1906 partiu o segundo grupo liderado por Zaize. No final do verão de 1906, a delegação regressou à China e apresentou um relatório argumentando que “A única forma de o Estado ser poderoso é o constitucionalismo”.
Em 1º de setembro de 1906, a imperatriz viúva Cixi promulgou um decreto imperial, anunciando a imitação preparatória da constituição.
Em 1907, o escritório preparatório do Instituto Zizhengyuan (Parlamento) foi estabelecido, e Ming Lun e Sun Jiaxuan foram nomeados presidentes do Instituto Zizhengyuan. Mais tarde, Zhang Jiang e Tang Shouqian estabeleceram uma guilda constitucional preparatória em Xangai. Depois disso, várias guildas constitucionais foram estabelecidas nas principais cidades de toda a China.

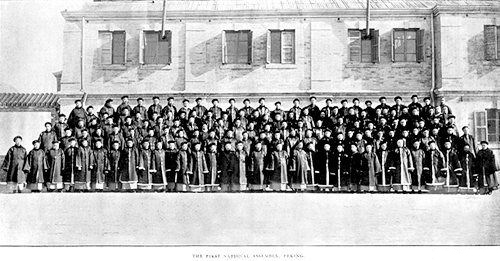
A reunião inaugural do parlamento Qing em 1909

Em agosto de 1908, o governo imperial publicou o "Esboço Constitucional", "A lista de preparativos nos próximos anos" e três apêndices incluindo "Direitos e Obrigações Civis", "Os fundamentos do Parlamento", "Fundamentos da Lei Eleitoral ". Estas leis propostas regulamentavam que o conselho consultivo provincial e o conselho consultivo central seriam eleitos no ano seguinte e a constituição estava prevista para ser preparada em nove anos. Em 14 de novembro de 1908, o imperador Guangxu morreu, e a imperatriz viúva Cixi morreu no dia seguinte.

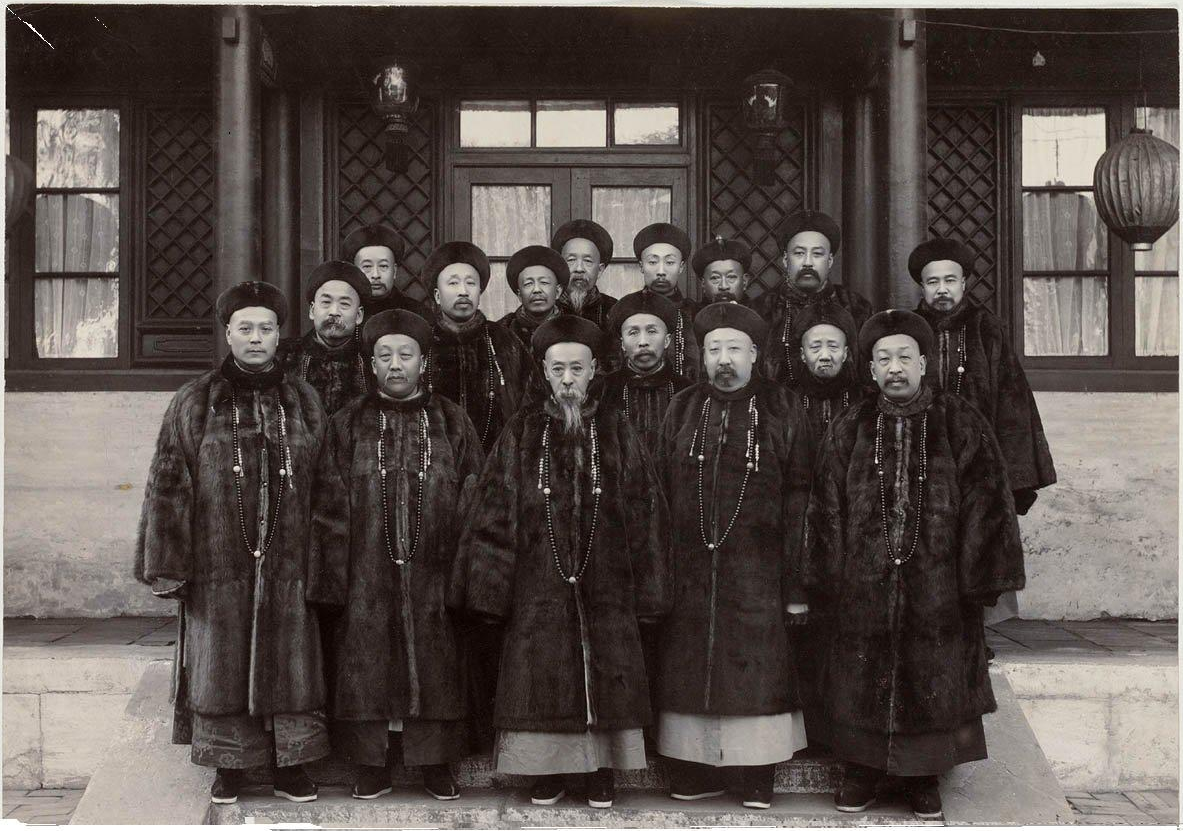
Gabinete do Príncipe Qing

Em 1909, o governo Qing realizou eleições parlamentares para o Conselho Consultivo e eleições provinciais.
Em 1909, depois que Pu Yi, o último imperador da Dinastia Qing, subiu ao trono, os conselhos consultivos provinciais foram eleitos. Em 1910, o Instituto Zizheng realizou a sua primeira cerimônia de abertura.
Em maio de 1911, o príncipe regente Zaifeng nomeou Yikuang, príncipe Qing, como primeiro-ministro do Gabinete Imperial para organizar o novo gabinete. O chefe do novo gabinete tinha 13 membros, incluindo oito manchus, quatro chineses han e um mongol. Como sete dos Manchus pertenciam à família real, o gabinete era conhecido como "gabinete real".

### Reforma administrativa local
Em 1902, o governador de Shanxi, Zhao Erxun, propôs reformar as reformas administrativas locais, como o sistema Baojia, incluindo o estabelecimento do sistema policial moderno e a expansão das funções organizacionais locais.
Em 1907, o sistema oficial local foi promulgado e o poder financeiro e militar do governador foram reduzidos. O Ministério dos Assuntos Civis detinha a função de patrulha nacional.

### Medidas de reforma da autonomia local
Em 1906, Yuan Shikai já havia estabelecido o “Instituto Autônomo de Pesquisa” local e o Conselho do Condado de Tianjin em Tianjin. Em 1908, o governo imperial começou também a criar institutos autónomos de investigação na zona urbana e a elaborar o “Regulamento dos Conselhos Consultivos Provinciais”, que estava previsto para ser concluído em 1914.

## Reformas militares

### Treinamento de oficiais

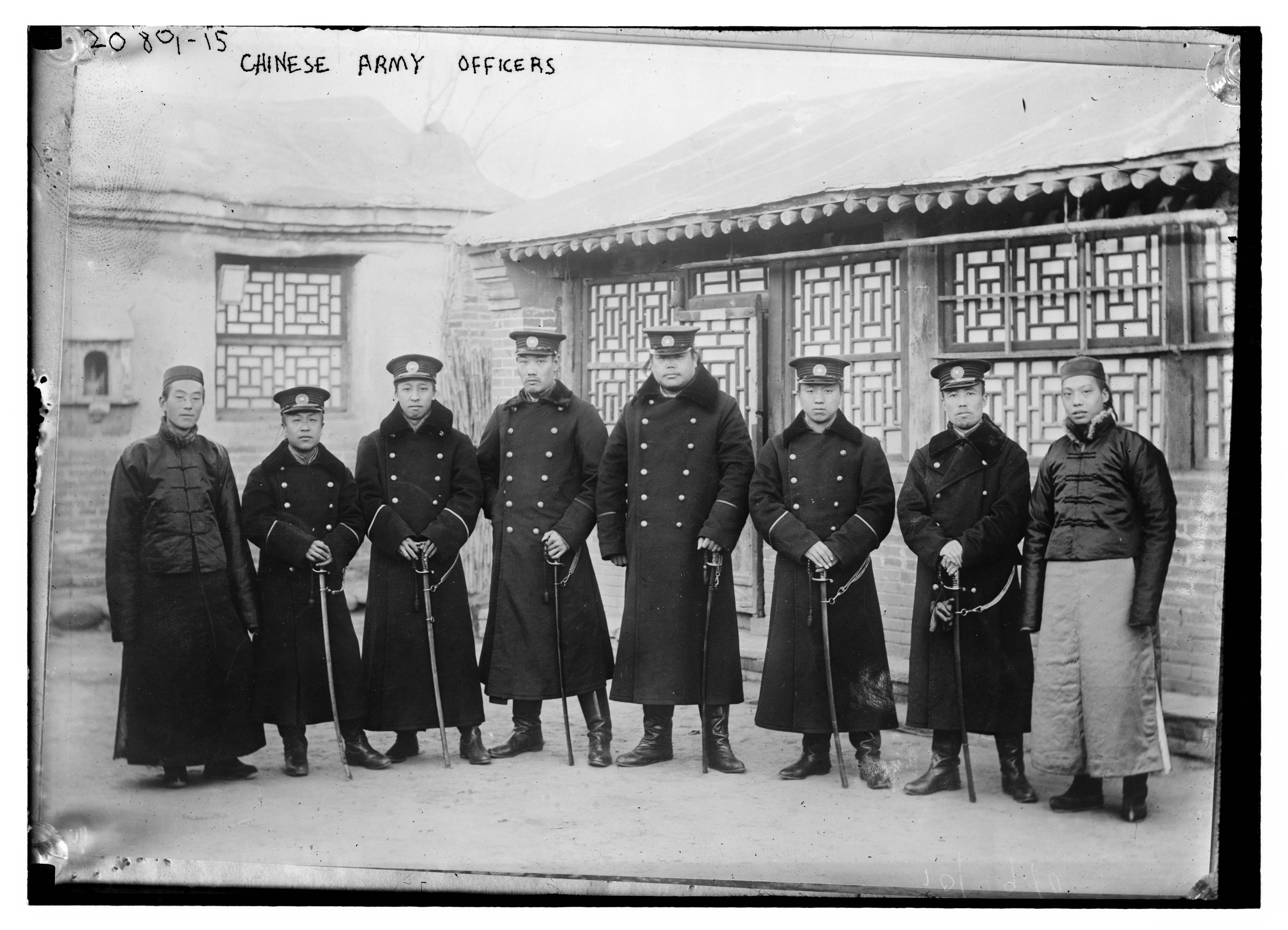
Oficiais militares chineses no início de 1900

Em 1901, o governo imperial aboliu a prova da tradicional marcial chinesa e fundou o sistema de treinamento para oficiais. Então, em 1903, foi criado o Comando Central de Treinamento para coordenar o treinamento do exército nacional.

### Arsenais
Em 1901, o governo imperial estabeleceu três arsenais em Hanyang, Xangai e Guangzhou.

### Exército

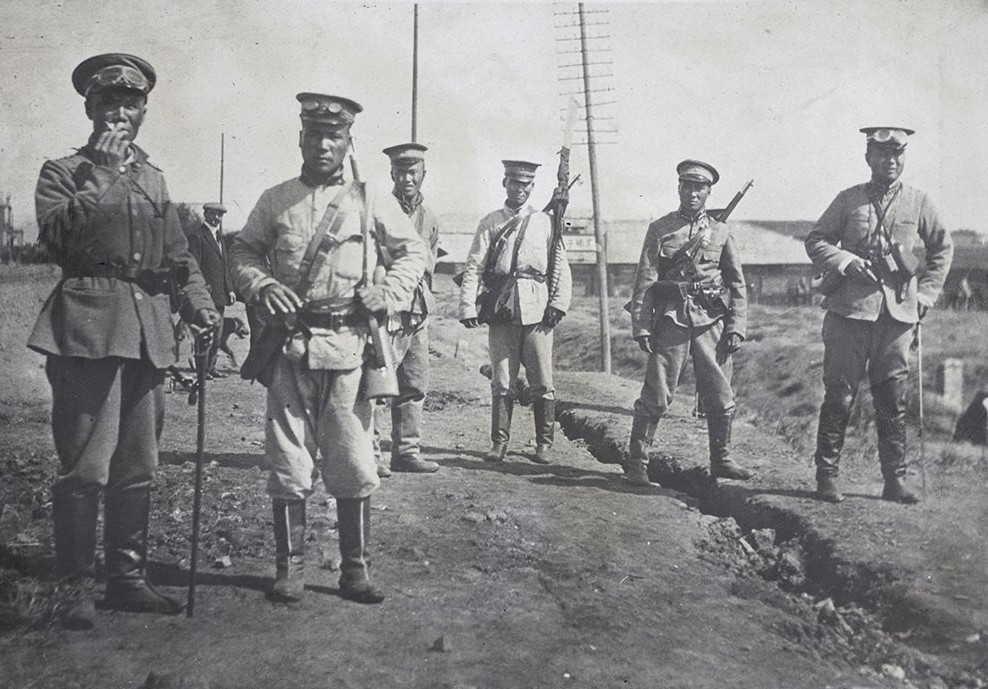
O exército Qing em 1911

Em 1905, o Exército Beiyang foi reorganizado num Novo Exército. O governo imperial planeou originalmente estabelecer 500.000 soldados regulares nos próximos dez anos, mas até ao final de 1911 (o colapso da Dinastia Qing), apenas cerca de 190.000 soldados tinham sido bem treinados.
Foi aprovado um decreto em 15 de julho de 1909 que estabeleceu o Ministério da Guerra para controlar o exército.

#### O Relatório de 1904
Um relatório do verão de 1904 da Comissão para a Reorganização do Exército publicou um extenso plano para a reorganização do exército. O relatório apelava ao envio regular de funcionários do governo central às províncias para verificar se os decretos imperiais estavam a ser seguidos, algo que não acontecia anteriormente. Numa concessão às províncias, os novos exércitos seriam controlados pelas províncias e criados por elas, mas, em última análise, seriam responsáveis perante o trono e usados pelo trono quando necessário. As 8 bandeiras não foram incluídas no programa de reforma nomeadamente. O relatório destacou a necessidade de oficiais especializados com formação, bem como de oficiais em funções de estado-maior e de linha da frente, com preferência por pessoal com formação acadêmica. O salário dos oficiais deveria ser aumentado para cobrir o seu custo de vida e reduzir a necessidade de os oficiais se entregarem à corrupção para cobrir os seus próprios custos com punições mais severas para a corrupção. Os oficiais recebiam regulamentos detalhados e esperava-se que liderassem seus homens, e não seus instrutores, que, devido à falta de oficiais qualificados, eram frequentemente contratados para instruí-los. Os oficiais, portanto, eram inúteis na batalha e os homens não tinham fé nos seus oficiais. Esperava-se, portanto, que os oficiais instruíssem seus homens. Os próprios recrutas deveriam ter uma taxa de alfabetização de 20%, juntamente com a introdução de promoções e rebaixamentos. Esses homens alfabetizados formariam os suboficiais do exército. Um sistema de pensões e recompensas que não era aplicado desde 1737 seria novamente introduzido de uma nova maneira, com recompensas por bravura e serviço, incluindo pensões para reformados, falecidos e deficientes. Um sistema de serviços médicos e logísticos de estilo ocidental também foi recomendado desde a linha de frente até os hospitais de base no interior. O relatório também apelou à padronização das armas num modelo de armamento simples, durável mas moderno. O próprio exército foi dividido em 3 categorias de acordo com o padrão ocidental: primeiro, o exército permanente, depois as reservas de primeira classe, depois as reservas de segunda classe, os regulares serviriam por 3 anos, depois voltariam para casa e seriam inscritos na primeira reserva para mais 3 anos e depois 4 anos na 2.ª reserva, com remuneração e formação decrescentes por nível de serviço.
O relatório também pedia uma nova tabela de organização, a organização básica era um corpo de 2 divisões, com cada divisão contendo um estado-maior 2 brigadas de infantaria, 1 regimento de cavalaria e artilharia, 1 batalhão de engenheiros e transportadores, bem como um bando. A força autorizada de uma divisão era de 748 oficiais e 10.436 suboficiais e soldados rasos com 1.328 funcionários de apoio para 12.512, cada corpo deveria possuir 1.595 oficiais, 23.760 homens alistados, 4.469 cavalos e mulas e 108 soldados. Foi estimado que cada corpo custaria 2.778.222 taéis por corpo ou 1.300.000 por divisão. Com 36 divisões, isto equivaleria a uma despesa mínima de 50 milhões de taéis anualmente no novo exército.
Uma nova escala salarial também foi introduzida com pagamentos mensais de 1.600 taéis para um comandante de corpo, 1.000 taéis para um comandante de divisão e 500 taéis para um comandante de brigada. 400 taéis para comandante de regimento, 180-260 taéis para comandante de batalhão, 58-64 taéis para comandante de companhia, 25 taéis para tenentes, 5,1 taéis para sargentos, 4,8 taéis para cabos, 4,5 taéis para soldados rasos de primeira classe, 4,2 taéis para particulares, 3,3 taéis para supranumerários.

### Marinha

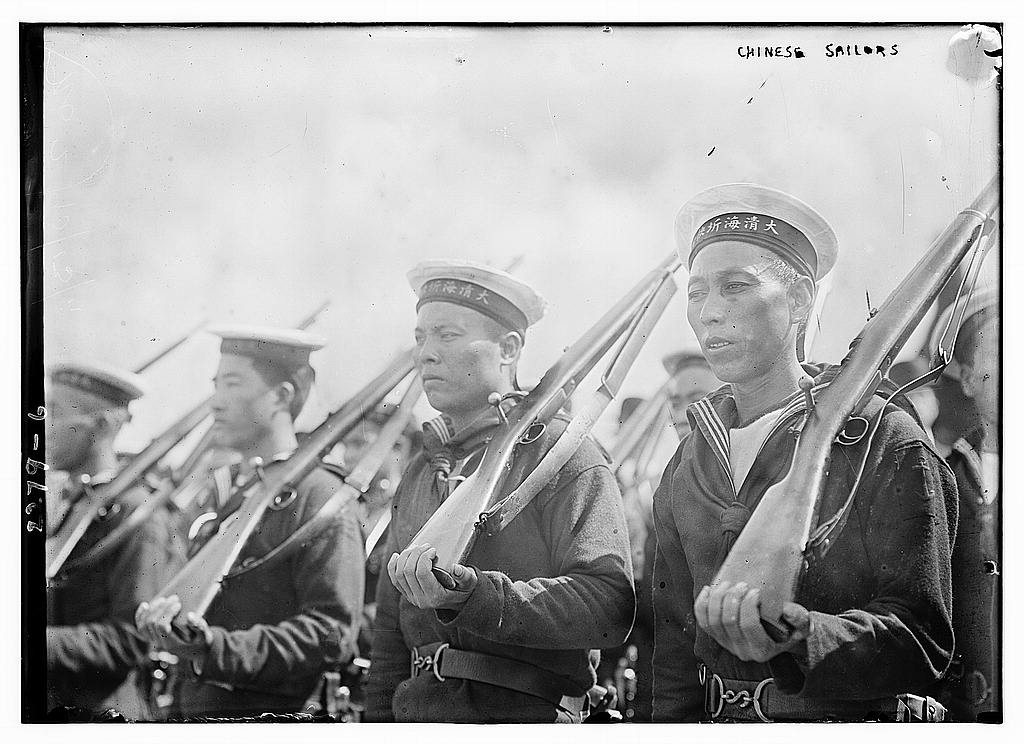
A Marinha Imperial Chinesa em 1911

Em 1902, o oficial da Frota Beiyang, Sa Zhenbing, propôs quatro métodos para reviver a Marinha Imperial Chinesa. Primeiro, enviar oficiais da Marinha para estudar no Japão. Em segundo lugar, a criação de uma escola naval em Jiangyin. Terceiro, construir o Estaleiro Mawei como base de reparos de navios. Quarto, estabelecer uma cidade de guarda naval em Yantai e Fuzhou.

## Outros aspectos
As políticas reformaram quase todos os aspectos dos assuntos governamentais:
- Na educação, as academias tradicionais tornaram-se escolas de estilo ocidental e aboliram os exames imperiais. Cada província estabeleceu uma academia militar.
- Um novo código e sistema judicial foram promulgados. O sistema de controle fiscal e arrecadação de impostos foi ampliado e regularizado, uma tarefa especialmente importante, uma vez que a Indenização Boxer exigia pagamentos a potências estrangeiras que excediam a receita anual do governo nacional.
- As forças policiais locais e regionais foram organizadas, com prisões modelo abertas. [17]
- O escritório de relações exteriores foi criado em 1901, para substituir o antigo Zongli Yamen.

## Avaliação
O impacto destas reformas variou de lugar para lugar. Muitas regiões permaneceram praticamente inalteradas, enquanto as províncias do vale do baixo Yangzi já tinham assumido a liderança. A província de Zhili (aproximadamente a atual Hebei) foi um modelo. Com o forte apoio da Imperatriz Viúva, Yuan Shikai criou uma forte burocracia para administrar a arrecadação de impostos, as escolas locais e a polícia. 
No entanto, ainda há debate entre a comunidade académica sobre o real efeito que estas reformas tiveram sobre o povo chinês, afirmando o historiador Immanuel Hsü que, para além dos sucessos na "... abolição dos concursos para a função pública... o estabelecimento de modernos escolas… e o envio de estudantes para o exterior…”, as reformas foram “…essencialmente uma manifestação barulhenta sem muita substância ou promessa de realização…”. No entanto, outros historiadores, como Diana Preston, atribuem um peso muito maior sobre a influência destas reformas no desenvolvimento posterior da China na sua progressão em direcção a uma sociedade mais 'desenvolvida', argumentando que "...os acontecimentos de 1900 e as suas consequências precipitaram reformas que, embora tardias [e] relutantes, foram de longo alcance e lançou as bases para um Estado moderno…".
Em 22 de julho de 1908, o governo Qing emitiu os Princípios da Constituição (Qinding Xianfa Dagang), inspirados na Constituição Meiji japonesa, que previa a introdução gradual de um sistema eleitoral começando com eleições locais em 1908, seguidas em dois anos por eleições para governos provinciais. legislativas e, dois anos mais tarde, eleições para uma assembleia nacional. Foram criados gabinetes especiais em cada província para preparar a criação de assembleias, subordinados directamente ao governador provincial e constituídos por académicos e nobres. Estabeleceram regulamentos para a realização das eleições, um calendário para a sua realização e avisos. A primeira a realizar eleições para a assembleia provincial foi a província de Jiangsu, em 1909, e as eleições ocorreram pontualmente em todas as províncias, exceto Xinjiang. 
As Novas Políticas também resultaram numa mudança drástica da política Manchu em relação à Mongólia, de uma política relativamente conservadora-protetora para uma política colonial-agressiva. Além disso, após a expedição britânica ao Tibete em 1904 e o tratado sino-britânico em 1906, a China Qing enviou a expedição de 1910 ao Tibete para estabelecer o domínio direto sobre o Tibete.
As Novas Políticas são agora consideradas como um início substantivo para a reorganização da China, que foi destruída após a morte da Imperatriz Viúva em 1908 pela posição intransigente dos Manchus conservadores na corte Qing.